# El Camino (The Black Keys)
El Camino è il settimo album in studio del gruppo musicale statunitense The Black Keys, pubblicato il 6 dicembre 2011 dalla Nonesuch Records.
L'album ha debuttato al secondo posto della Billboard 200 con circa 206 000 copie vendute nella prima settimana. È stato certificato oro a febbraio 2012. Nei primi sei mesi del 2012, l'album ha venduto 424 000 copie negli Stati Uniti.
Nel 2013 l'album ha vinto il Grammy Award come miglior album rock.

## Tracce
Testi e musiche di Dan Auerbach, Patrick Carney e Danger Mouse.
1. Lonely Boy – 3:13
2. Dead and Gone – 3:42
3. Gold on the Ceiling – 3:44
4. Little Black Submarines – 4:11
5. Money Maker – 2:57
6. Run Right Back – 3:17
7. Sister – 3:25
8. Hell of a Season – 3:45
9. Stop Stop – 3:30
10. Nova Baby – 3:27
11. Mind Eraser – 3:15

## Formazione
- Dan Auerbach – chitarra, voce, produzione, ingegnere del suono
- Patrick Carney – batteria, produzione
- Danger Mouse – tastiere, compositore, produttore
- Leisa Hans – voce
- Heather Rigdon – voce
- Ashley Wilcoxson – voce
- Kennie Takahashi – ingegnere del suono
- Collin Dupuis – assistente di produzione
- Ben Baptie – assistente di produzione
- John Peets – produzione
- Brian Lacey – mastering
- Tchad Blake – mixer
- Tom Elmhirst – mixer

## Classifiche
| Classifica (2022) | Posizione massima |
| ----------------- | ----------------- |
| Grecia            | 26                |